# Willem van Schaik
Willem Henri van Schaik (Beetsterzwaag, 8 augustus 1874 - Blaricum, 8 april 1938) was een Nederlands kunstschilder. Hij wordt gerekend tot de Larense School.

## Leven en werk
Willem van Schaik was een broer van Hugo van Schaik, later kunsthandelaar te Beetsterzwaag en eveneens kunstschilder. Beiden studeerden aan de Koninklijke Academie van Beeldende Kunsten te Den Haag, onder Christoffel Bisschop. Willem ging later ook nog in de leer bij Constant Gabriël, die hem sterk beïnvloedde.
Van Schaik woonde aan het begin van zijn schildersloopbaan in Den Haag en werkte vaak te Scheveningen. Tussen 1903 en 1907 verbleef hij in Engeland en vervolgens ging hij naar Hilversum. Vanaf 1916 woonde en werkte hij in Blaricum, in een statige woning aan de Huizerweg, waar hij ook exposities hield. Hij zocht aansluiting bij de schilders van de Larense school en schilderde vooral dorpsgezichten, landschappen, oevergezichten, Blaricumse boerderijtjes, polderlandschappen en paarden. Ook tekende hij vaak karikaturen en kreeg hij bekendheid met zijn anti-oorlogschilderijen.
Van Schaik was lid van 'Arti et Amicitiae' en van de vereniging van Beeldende Kunst 'Laren-Blaricum'. Hij overleed in 1938, 63 jaar oud.

## Galerij

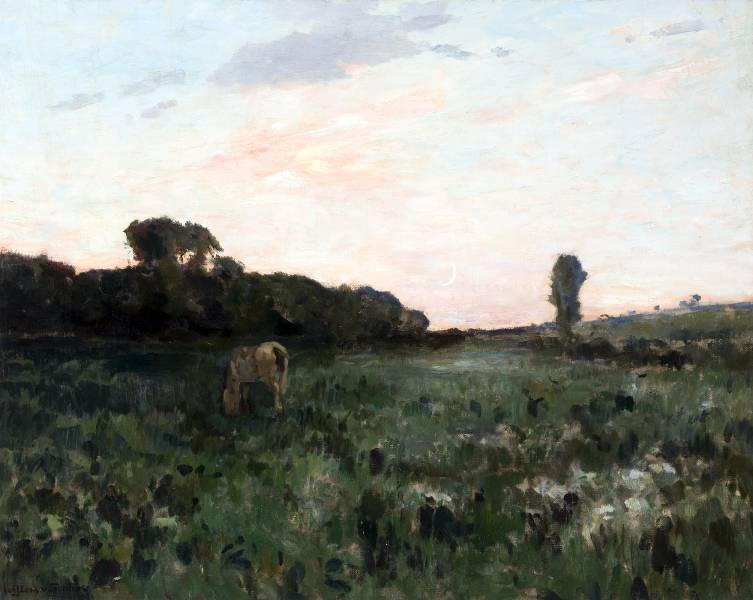
Landschap bij avondrood
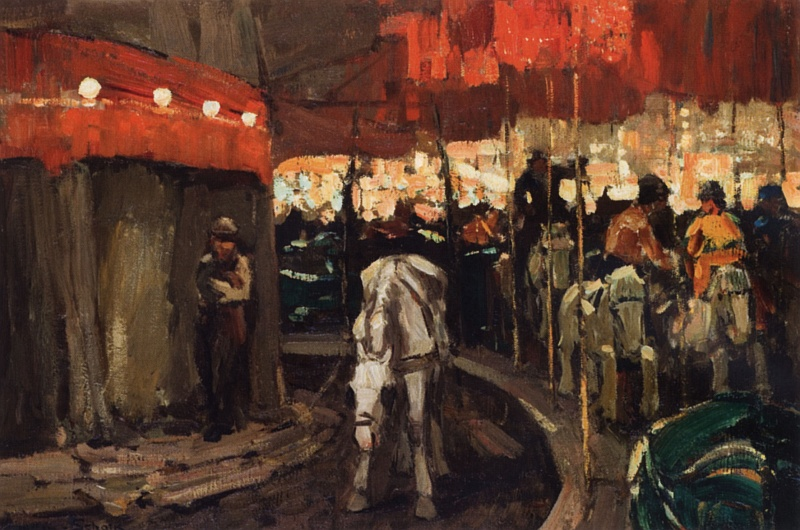
Mallemolenpaard
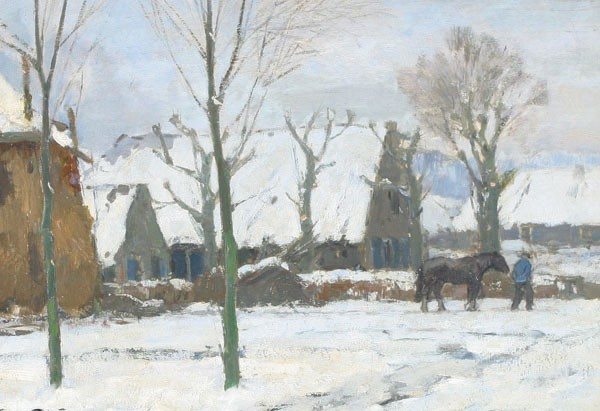
Dorpsgezicht in de winter
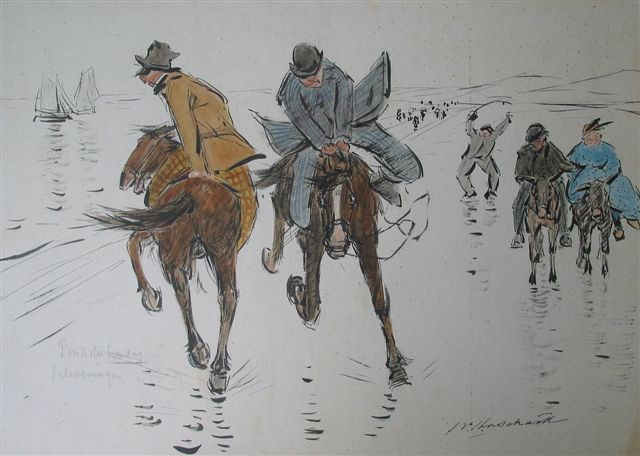
Pinksterzondag

## Karikaturen

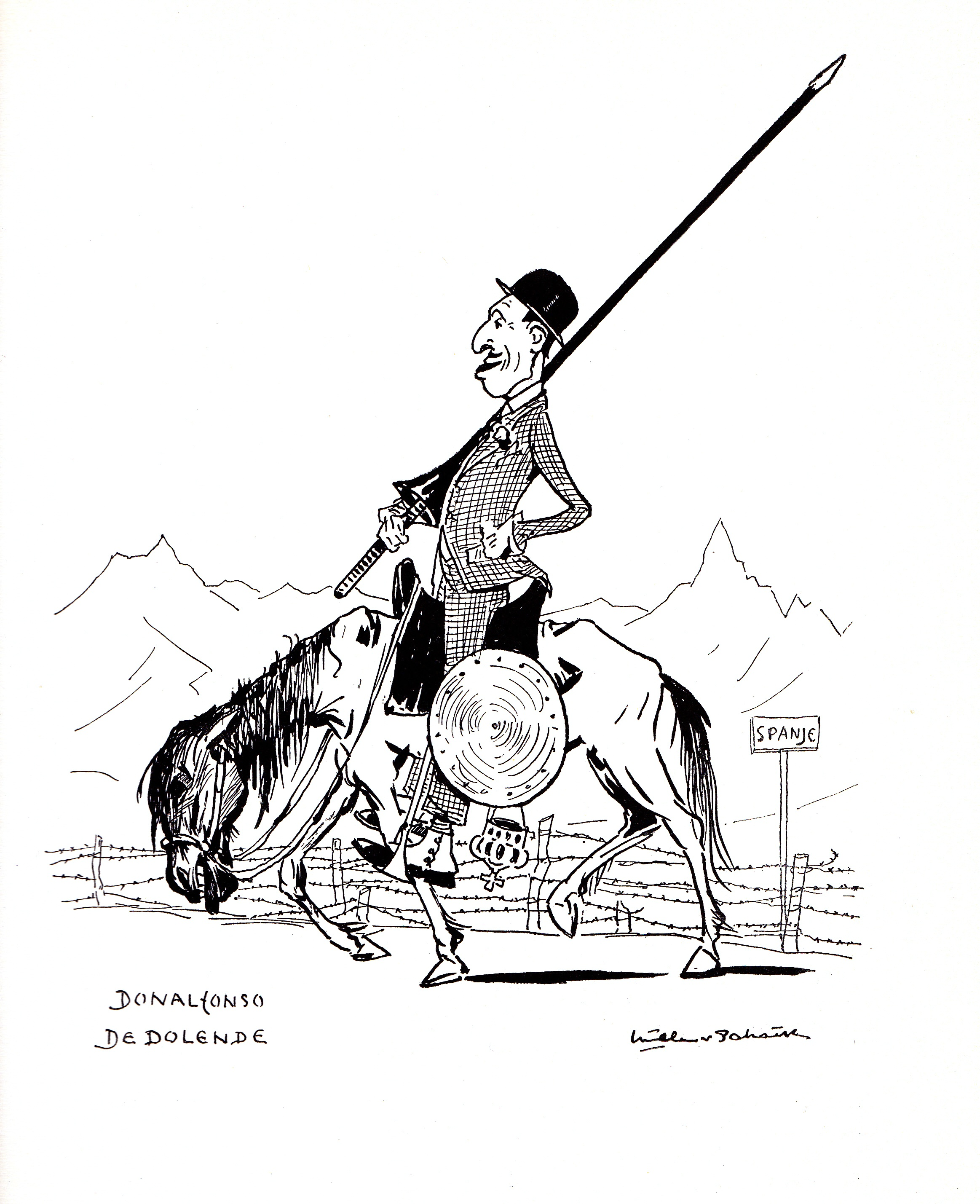
Alfons XIII van Spanje
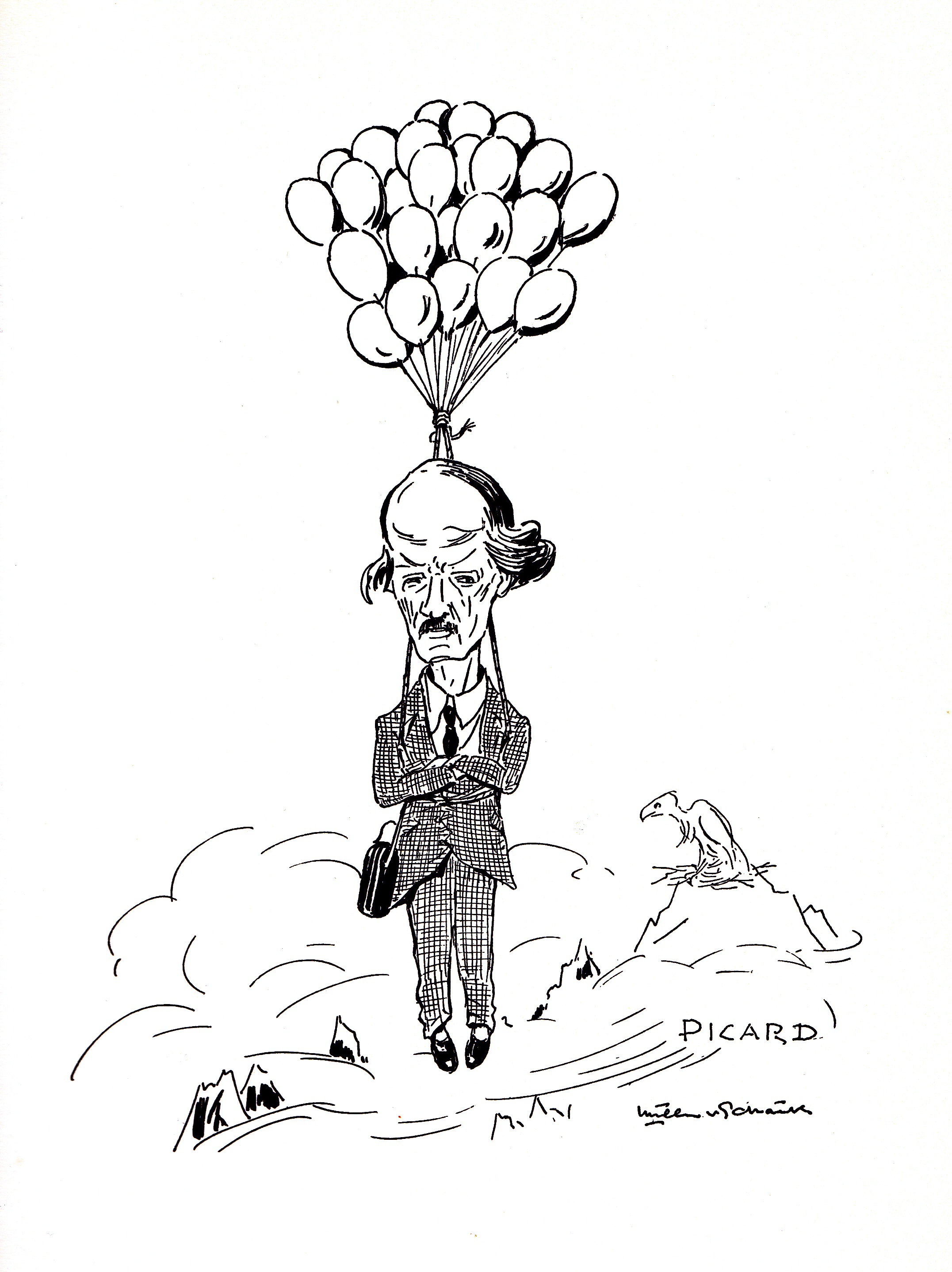
Auguste Piccard
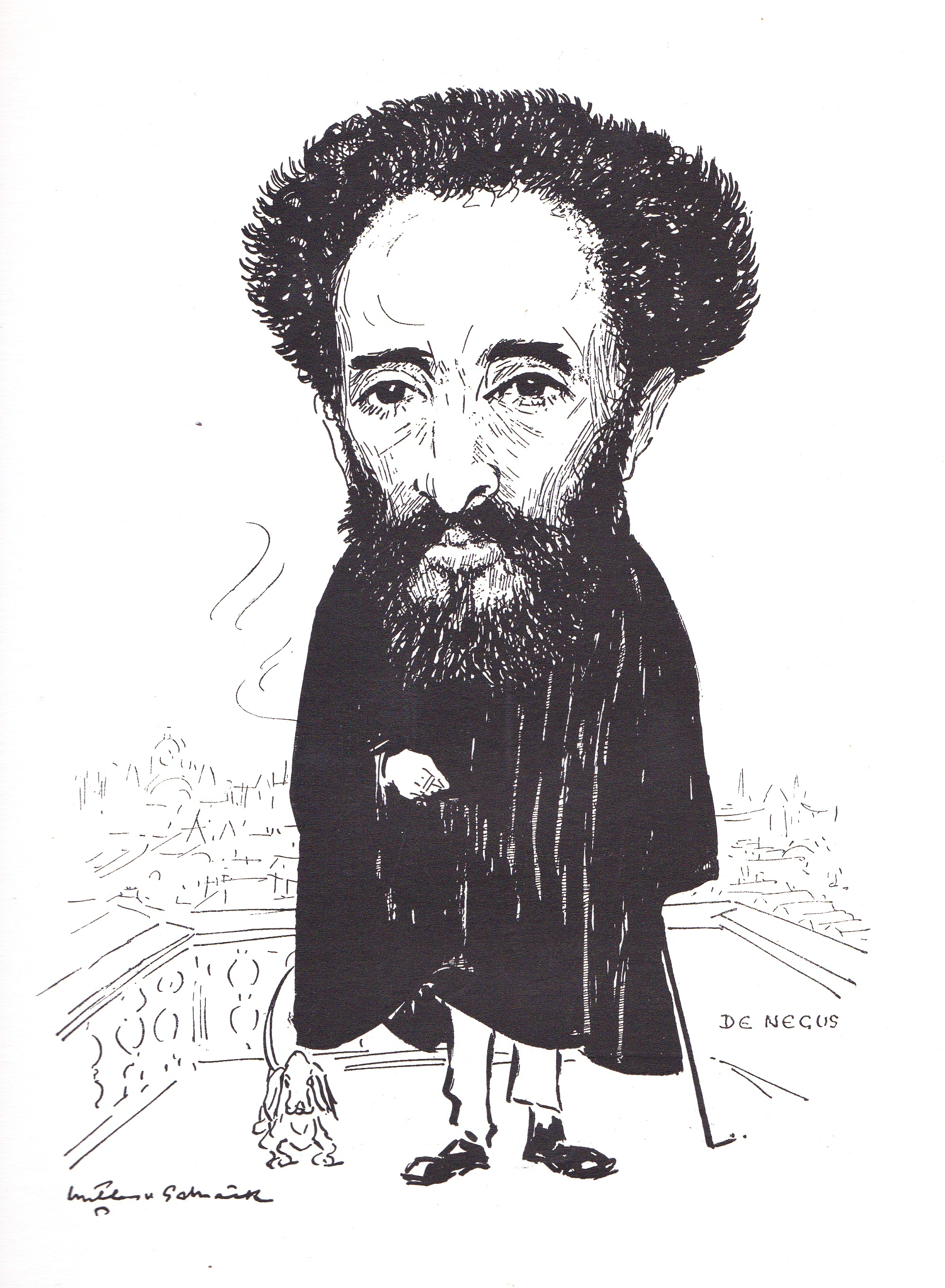
Haile Selassie
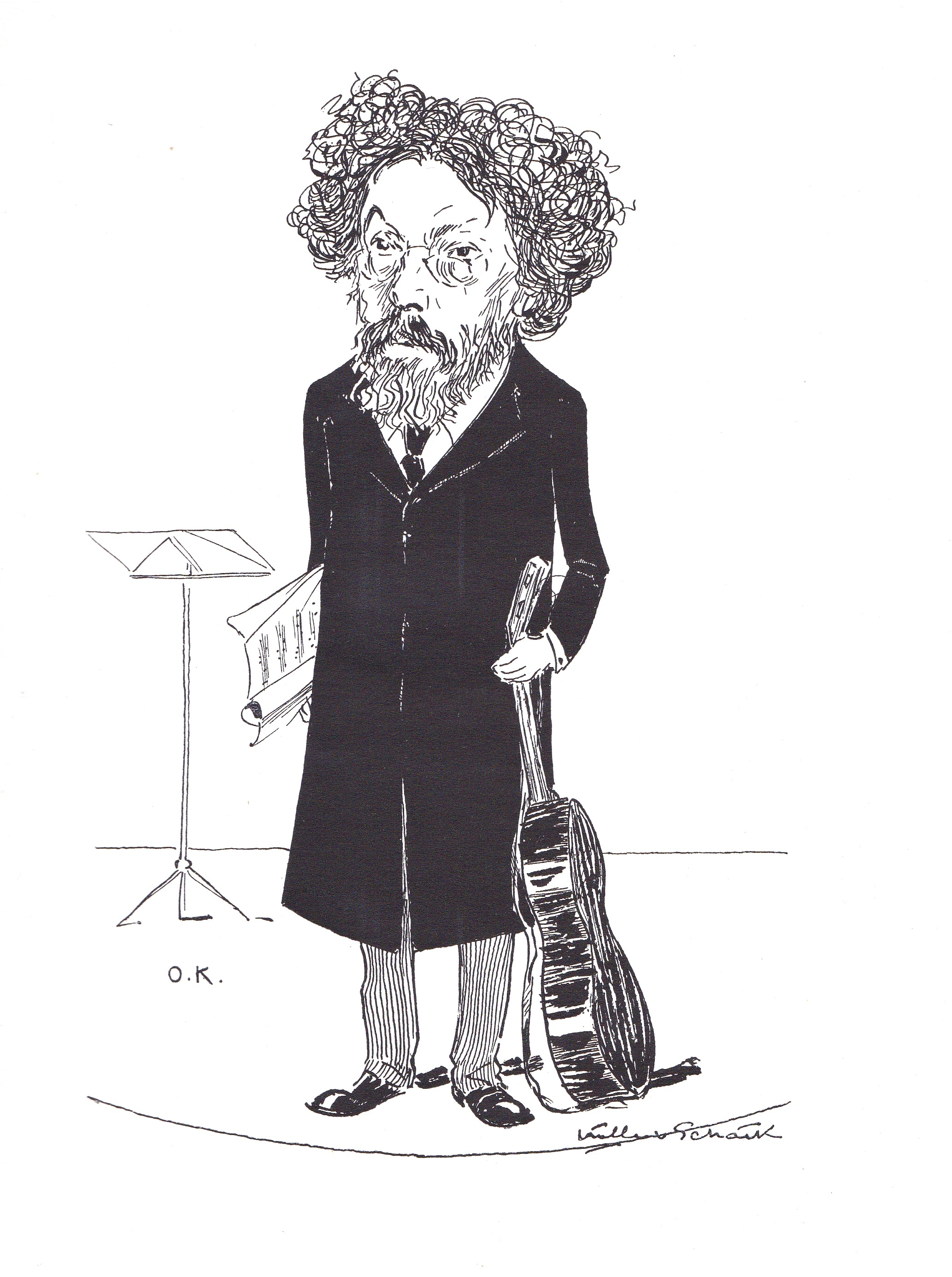
Koos Speenhoff
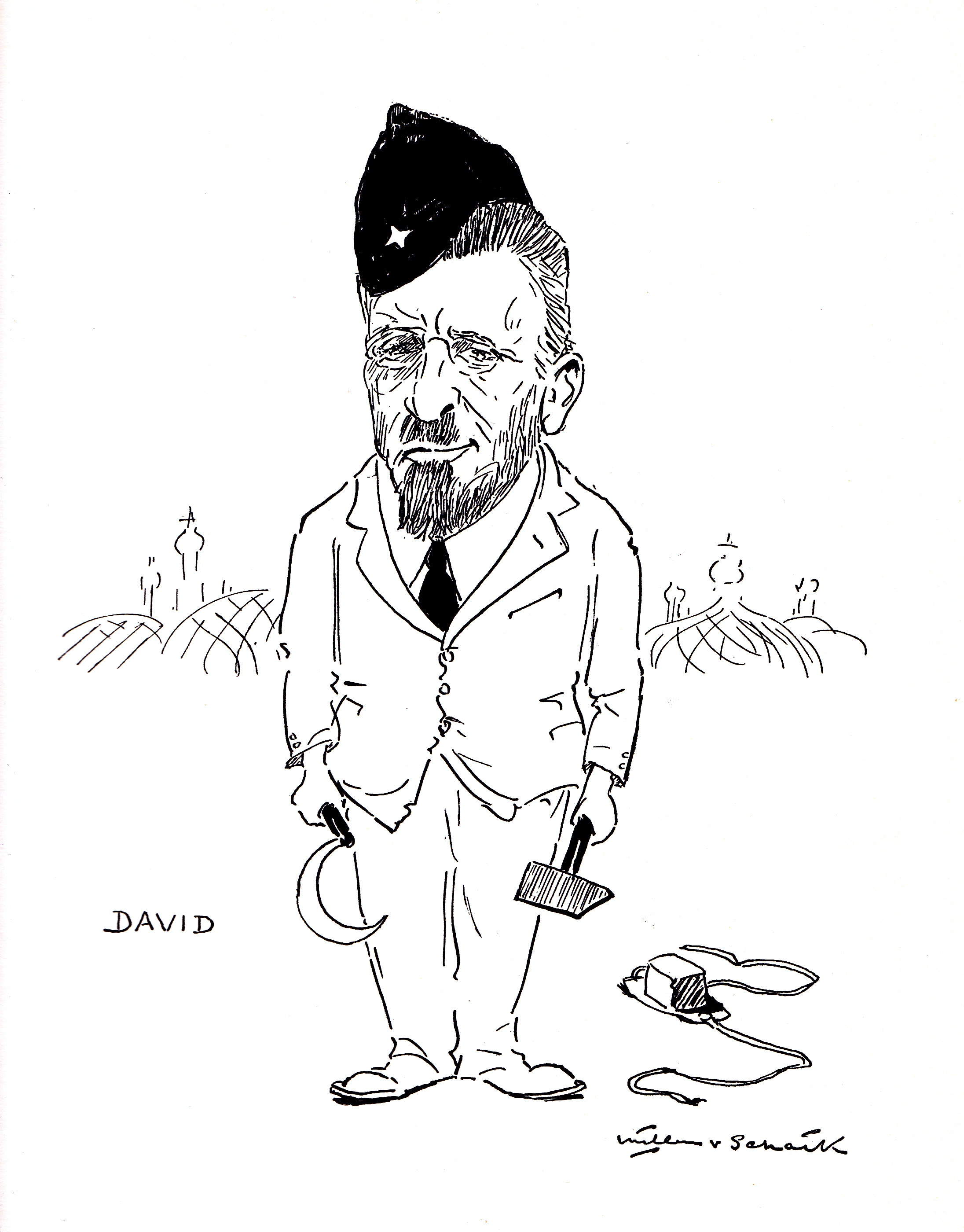
David Wijnkoop